# Килмин Дроед-Дду
Килмин Дроед-Дду (валл. Cilmin Droed-Ddu, жил в IX веке) — историческая личность в Великобритании IX века.

## Биография
Он стал предком одного из «Пятнадцати племен Гвинедда». Он был сыном Кадрода, сына Гуриада Манау, следовательно, племянником Мервина Фриха. По словам Симунта Фихана, он прибыл с севера в Гвинедд вместе с его дядей, Мервином. Роберт Вухан из Хенгурта говорит, что он пришел с острова Мэн, как и Мервин, и поселился в Глиллифоне в Арфоне. Получается он был двоюродным братом для Родри Великого. Согласно рукописи, приводимой Грифидом Хиратогом в Пениарте, Килмин был одним из дворян, создавших род благородных князей. Говорят, что Килмин помог магу украсть книги демона. Он был использован демонами, но, прыгнув через ручей, который должен был прекратить преследование, левая нога Килмина погрузилась в воду и стала черной. Отсюда его прозвище Дроед-дду, «Черная нога». Генеалогии его потомков находятся в хорошем согласии с его родословной, и его рождение может быть приведено как 820 год. У него был сын Ллофан